# Eupatula bubo
Eupatula bubo är en fjärilsart som beskrevs av Fabricius 1781. Eupatula bubo ingår i släktet Eupatula och familjen nattflyn. Inga underarter finns listade i Catalogue of Life.